# Microdytes pasiricus
Microdytes pasiricus är en skalbaggsart som först beskrevs av Csiki 1938.  Microdytes pasiricus ingår i släktet Microdytes och familjen dykare. Inga underarter finns listade i Catalogue of Life.